# Фредриксен, Оскар (конькобежец)
Оскар Фредриксен (норв.  Oskar Fredriksen, 17 июля 1872 — 16 августа 1920) — норвежский конькобежец. Участник чемпионатов мира (1893—1895, 1898 годов) и Европы (1893). Лучший результат был показан на чемпионате Европы-1893 в Берлине (Германия) — второе место в общем зачете. Оскар Фредриксен первый зарегистрированный владелец рекордов мира на дистанции 5000 метров (9.19,8) и 10000 метров (20.21,4). Он также обновил рекорд мира в беге на 500 метров (47,8).

## Рекорды мира
| дата           | дистанция    | рекорд  | город     |
| -------------- | ------------ | ------- | --------- |
| 2 марта 1890   | 5000 метров  | 9.19,8  | Стокгольм |
| 14 января 1893 | 10000 метров | 20.21,4 | Амстердам |
| 27 января 1894 | 500 метров   | 47,8    | Амстердам |

## Результаты
| турнир                            | дата                 | город     | 500 м                | 1500 м                   | 5000 м     | 10000 м        | место |
| --------------------------------- | -------------------- | --------- | -------------------- | ------------------------ | ---------- | -------------- | ----- |
| 1-й чемпионат мира — многоборье   | 13 — 14 января 1893  | Амстердам | 52,0 (3/q), 52,0 (3) | 2.49,2 (1/q), 2.55,0 (2) | Н/Ф        | 20.21,4 РМ (1) | Б/М   |
| 1-й чемпионат Европы — многоборье | 21 — 22 января 1893  | Берлин    | 56,0, (5/q)          | 2.55,2 (3/q), 2.49,6 (2) | 9.51,2 (1) | -              | (2)   |
| 2-й чемпионат мира — многоборье   | 10 — 11 февраля 1894 | Стокгольм | 51,4 (3/q), 50,4 (1) | 2.49,8 (4), 2.49,8 (4/q) | -          | Н/Ф            | Б/М   |
| 3-й чемпионат мира — многоборье   | 23 — 24 февраля 1895 | Хамар     | 49,0 (3/q), 48,2 (1) | 2.38,8 (4/q), 2.36,2 (3) | 9.30,6 (6) | -              | Б/М   |
| 6-й чемпионат мира — многоборье   | 6 — 7 февраля 1898   | Давос     | 47,4 (2)             | 2.31,8 (4)               | 9.25,0 (6) | -              | Б/М   |

## Ссылка
- Сайт SkateResults.com  (англ.)  (недоступная ссылка — история)
- Сайт Deutsche Eisschnelllauf-Gemeinschaft  (нем.)